# Branko Schmidt
Branko Schmidt (Osijek, 21. rujna 1957.) je hrvatski filmski redatelj.

## Životopis
Branko Schmidt rođen je u Osijeku 1957. godine. Nakon kratkotrajnog studija ekonomije, upisuje Akademiju dramske umjetnosti u Zagrebu studij filmske i TV režije, gdje je diplomirao 1981. godine. Njegov diplomski rad zapažena je TV drama "Rano sazrijevanje Marka Kovača". Sljedeće godine snima TV dramu "Hildegard" koja je bila proglašena najboljom TV dramom na području SFRJ.
Godine 1988. režira svoj prvi cjelovečernji film "Sokol ga nije volio" prema istoimenoj drami Fabijana Šovagovića te na Festivalu igranog filma u Puli osvaja nagradu za debitanta godine.
Tijekom karijere snimio je mnoge drame, dokumentarne filmove, te dječju TV seriju "Operacija Barbarossa" (1989.) prema djelu književnika Ivana Kušana.
U devedestima režira još četiri cjelovečernja filma "Đuka Begović" (1991.), "Vukovar se vraća kući" (1994.), i "Božić u Beču" (1997.) za koji je nagrađen Zlatnom arenom za scenarij, te 1999. "Srce nije u modi". Njegov film "Kraljica noći" (2001.) dobitnik je dvije Zlatne arene na Festivalu igranog filma u Puli: za scenarij i produkciju.
Njegov film "Put lubenica" (2006.) nagrađen je na nekoliko festivala i prikazan na brojnim drugim festivalima.

## Nagrade i priznanja
- Festival igranog filma u Puli, 1988. 
  - Zlatni vijenac redatelju-debitantu za film Sokol ga nije volio
- Festival igranog filma u Puli, 1997.
- Zlatna arena za najbolji scenarij za film Božić u Beču
- Festival igranog filma u Puli, 2001., za film Kraljica noći"
  - Zlatna arena za scenarij
  - Zlatna arena za najbolju produkciju
- Festival igranog filma u Puli, 2006., za film Put lubenica
  - “Oktavijan” za najbolji dugometražni igrani film – nagradu dodjeljuje Društvo hrvatskih filmskih kritičara
  - Zlatna arena za najbolju glavnu mušku ulogu (Krešimir Mikić)
  - Zlatna arena za scenografiju (Mladen Ožbolt)
  - Zlatna arena za ton (Mladen Pervan i Ranko Pauković)
- Međunarodni festival mediteranskog filma u Montpellieru, 2006., za film Put lubenica
  - Zlatna Antigona – nagrada za najbolji film
  - Najbolja filmska glazba festivala skladatelju Miroslavu Škori
- 17. LIFFe - Međunarodni filmski festival u Ljubljani, 2006.
- Filmski festival Libertas, 2006.
  - Grand prix – Nagrada za najbolji film
- Filmski festival u Haifi, 2007.
- Festival Slow film u Mađarskoj, 2007. 
  - Grand prix – Nagrada za najbolji film
- Međunarodni filmski festival DRAKE, 2007.
- Međunarodni filmski festival u Tetouanu, Maroko, 2007.
  - Grand prix – Nagrada za najbolji film
  - glavna muška uloga - Krešimir Mikić
- Međunarodni filmski festival u Clevelendu, 2007.
  - Grand prix u natjecateljskoj selekciji filmova iz središnje i istočne Europe
- Filmski festival u Göteborgu, 2007.
  - Natjecateljska selekcija
- Dani hrvatskog filma, 2007., za film Panj pun olova
  - Nagrada za najbolji scenarij
- Filmski festival u Sarajevu, 2007.
  - Natjecateljska selekcija[1]
- Nagrada Vladimir Nazor

## Filmografija
- Izlaz, TV film
- Rano sazrijevanje Marka Kovača, 1981., TV film
- Hildegard, 1982., TV film
- Za prošle dane, pišta baći, 1982., TV film
- Gospodski život Stipe Zvonareva, 1988., TV film
- Sokol ga nije volio (1988.), dugometražni igrani film
- Operacija Barbarossa, 1989., TV serija
- Đuka Begović (1991.), dugometražni igrani film
- Šest sekundi za život, 1992., dokumentarni film
- Vukovarski memento,1993., dokumentarni film
- Vukovar se vraća kući (1994.), dugometražni igrani film
- Božić u Beču (1997.), dugometražni igrani film
- Misa za novi život, 1998, dokumentarni film
- Srce nije u modi (2000.), dugometražni igrani film
- Kraljica noći (2001.), dugometražni igrani film
- Put lubenica (2006.), dugometražni igrani film
- Metastaze (2009.), dugometražni igrani film
- Ljudožder vegetarijanac (2012.), dugometražni igrani film
- Imena višnje (2015.), dugometražni igrani film
- Agape (2017.), dugometražni igrani film
- A bili smo vam dobri (2021.), dugometražni igrani film